# ファブリス・ティオゾ
ファブリス・ティオゾ（Fabrice Tiozzo 、1969年5月8日 - ）は、フランスのプロボクサー。セーヌ＝サン＝ドニ県サン＝ドニ出身。出身。元WBC・WBA世界ライトヘビー級王者。元WBA世界クルーザー級王者。世界2階級制覇王者。兄は元WBA世界スーパーミドル級王者クリストフ・ティオゾで弟のフランク・ティオゾはヘビー級の元世界ランカー。

## 来歴
1988年11月10日、ティオゾはプロデビューを果たし4回判定勝ちを収め白星でデビューを飾った。
1989年11月25日、レネ・デレト対戦し初回TKO勝ちを収めた。
1990年4月30日、イェヴェス・モンシエールと対戦し8回判定勝ちを収めた。
1991年2月9日、パウル・マッカーティーと対戦し2回KO勝ちを収めた。
1991年6月19日、フランスライトヘビー級王者エリック・ニコレッタと対戦し10回判定勝ちを収め王座獲得に成功した。
1991年11月3日、ケン・ヘフリンと対戦し初回KO勝ちを収めた。
1991年12月13日、ロン・リー・ウォリアーと対戦し初回KO勝ちを収めた。
1992年1月26日、ジョン・フォアマンと対戦し6回TKO勝ちを収めた。
1992年3月21日、トニー・ウィルソンと対戦し8回判定勝ちを収めた。
1992年10月3日、ロベルト・ジョンソンと対戦し5回TKO勝ちを収めた。
1992年11月13日、ラムジ・ハッサンと対戦し8回判定勝ちを収めた。
1993年4月3日、WBA世界ライトヘビー級王者ヴァージル・ヒルと対戦。初回と2回にダウンを奪われたが後半にティオゾが猛反撃したが初黒星となる12回1-2(115-113、112-115、110-115)の判定負けを喫し王座獲得に失敗した。
1993年9月18日、ダーレ・ジョンソンと対戦し4回KO勝ちを収めた。
1994年3月5日、EBUヨーロッパライトヘビー級王者エディー・スムルデルスと対戦し7回KO勝ちを収め王座獲得に成功した。
1994年10月25日、マウリス・コールと対戦し4回TKO勝ちを収め初防衛に成功した。
1995年3月5日、ノエル・マギーと対戦し4回TKO勝ちを収め2度目の防衛に成功した。
1995年6月16日、WBC世界ライトヘビー級王者マイク・マッカラムと対戦し12回3-0(115-112、2者が116-112)の判定勝ちを収め王座獲得に成功した。
1996年1月13日、後のWBC世界スーパーミドル級王者エリック・ルーカスと対戦。3回にダウンを奪うなど有利に進め12回3-0(119-108、117-110、118-109)の判定勝ちを収め初防衛に成功した。
1996年5月4日、元WBA世界ライトヘビー級王者レスリー・スチュワートと対戦し6回KO勝ちを収めた。
1997年3月、クルーザー級に転向する為WBC世界ライトヘビー級王座を返上した。
1997年3月1日、マイク・ピークと対戦し10回判定勝ちを収めた。
1997年4月27日、エド・ダルトンと対戦し3回TKO勝ちを収めた。
1997年11月8日、ラスベガスのトーマス&マック・センターでWBA世界クルーザー級王者ネート・ミラーと対戦し12回3-0(2者が115-113、117-111)の判定勝ちを収め2階級制覇を達成した。
1998年5月2日、テリー・レイと対戦し初回1分TKO勝ちを収め初防衛に成功した。
1998年11月14日、エゼクイエル・パイァオと対戦し2回TKO勝ちを収め2度目の防衛に成功した。
1999年11月13日、トーマス&マック・センターでケン・マーフィーと対戦し7回TKO勝ちを収め3度目の防衛に成功した。
2000年4月8日、ヴァレイリー・ビィーコフと対戦し6回1分45秒TKO勝ちを収め4度目の防衛に成功した。
2000年12月9日、ヴァージル・ヒルと7年越しの再戦。しかし前回とは違い一方的に打ち込まれ初回2分59秒TKO負けを喫し5度目の防衛に失敗し王座から陥落した。
2001年12月22日、ティオン・テイラーと対戦し3回TKO勝ちを収めた。
2003年3月8日、2年の充電期間をおいての復帰戦。ジョージ・アリアスと対戦し8回判定勝ちを収めた。
2003年7月4日、ジョーイ・デグランディスと対戦し4回TKO勝ちを収めた。
2004年3月20日、ナチュラルウェイトに戻しての挑戦。WBA世界ライトヘビー級王者シルビオ・ブランコと対戦し12回2-0(2者が114-112、113-113)の判定勝ちを収めWBCに続く王座獲得に成功した。
2005年2月26日、カラー・ライン・アリーナでダリユシュ・ミハルチェフスキと対戦。2年ぶりの復帰戦が世界挑戦というビックな舞台を用意したミハルチェフスキの圧倒的有利の下馬評だったが、一方的に有利に試合を進めた。ミハルチェフスキにかつて最強と言われた雄姿はなく6回2分5秒TKO勝ちを収め初防衛に成功した。ミハルチェフスキは試合から4ヶ月後の6月1日に現役引退を表明した。
2006年7月15日、ヘンリー・サエズと対戦し5回KO勝ちを収め余力を残して現役を引退した。
2006年10月19日、引退したティオゾはWBA世界ライトヘビー級王座を返上した。

## 獲得タイトル
- フランスライトヘビー級王座
- EBUヨーロッパライトヘビー級王座
- WBC世界ライトヘビー級王座（防衛1=返上）
- WBA世界クルーザー級王座（防衛4）
- WBA世界ライトヘビー級王座（防衛1=返上）